# Crouy-en-Thelle
Pour les articles homonymes, voir Crouy (homonymie).
Crouy-en-Thelle est une commune française située dans le département de l'Oise, en région Hauts-de-France.

## Géographie

### Description
Crouy-en-Thelle est un bourg périurbain picard du Pays de Thelle situé à 8 km au nord de Persan, 11 km à l'est de Méru, 27 km au sud-est de Beauvais et à 15 km au sud-ouest de Creil.
Il est aisément accessible par l'ancienne route nationale 1 (actuelle RD 1001).
En 1842, Louis Graves indiquait que le territoire de la commune« de médiocre étendue, prolongé au sud-est dans la section dite de Bullesert, forme un plateau élevé, dépourvu d'eau, découvert, montrant quelques inflexions dirigées vers la vallée de l'Oise ».

Ambiance de la commune
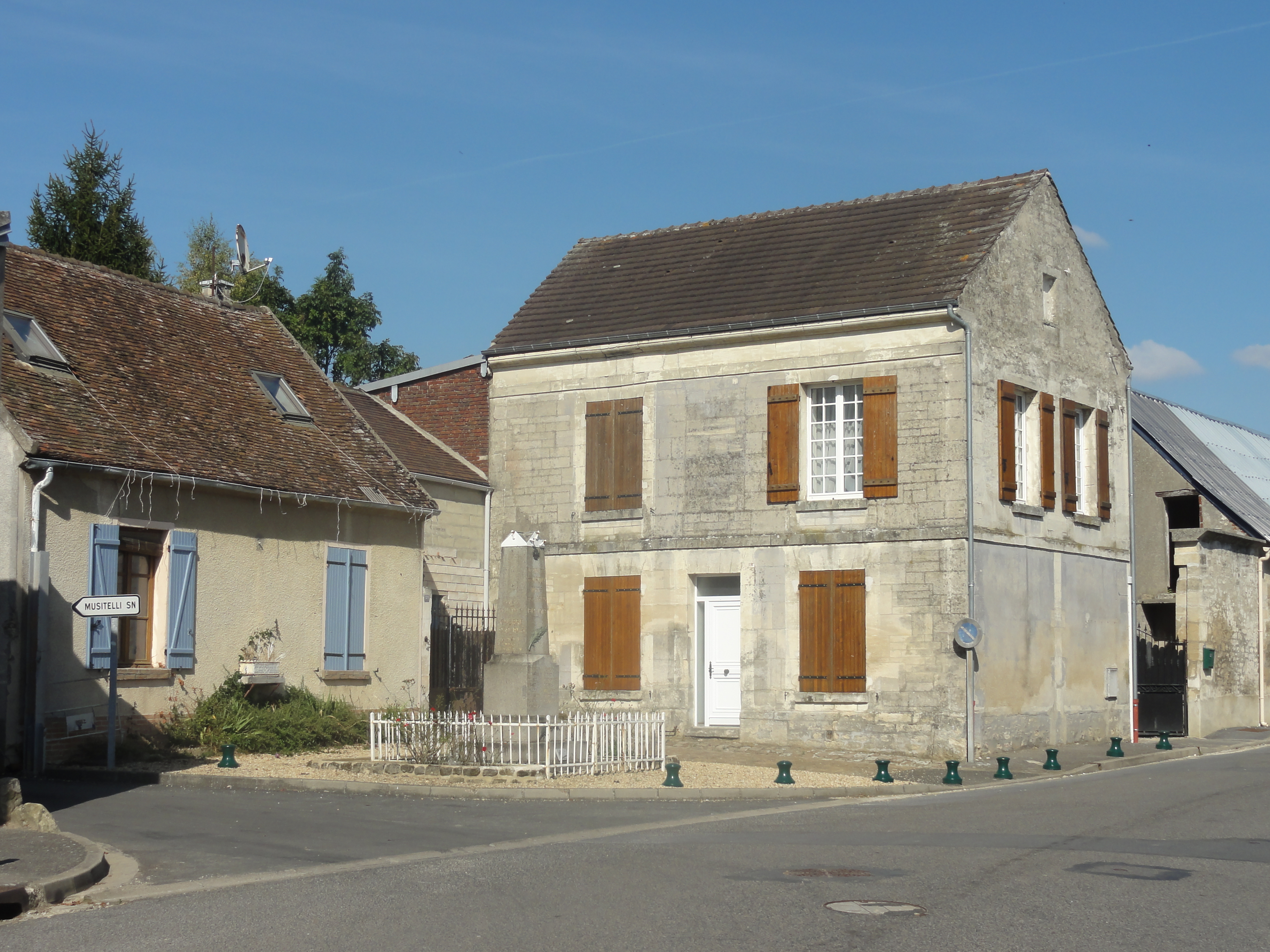
La Grande-rue.
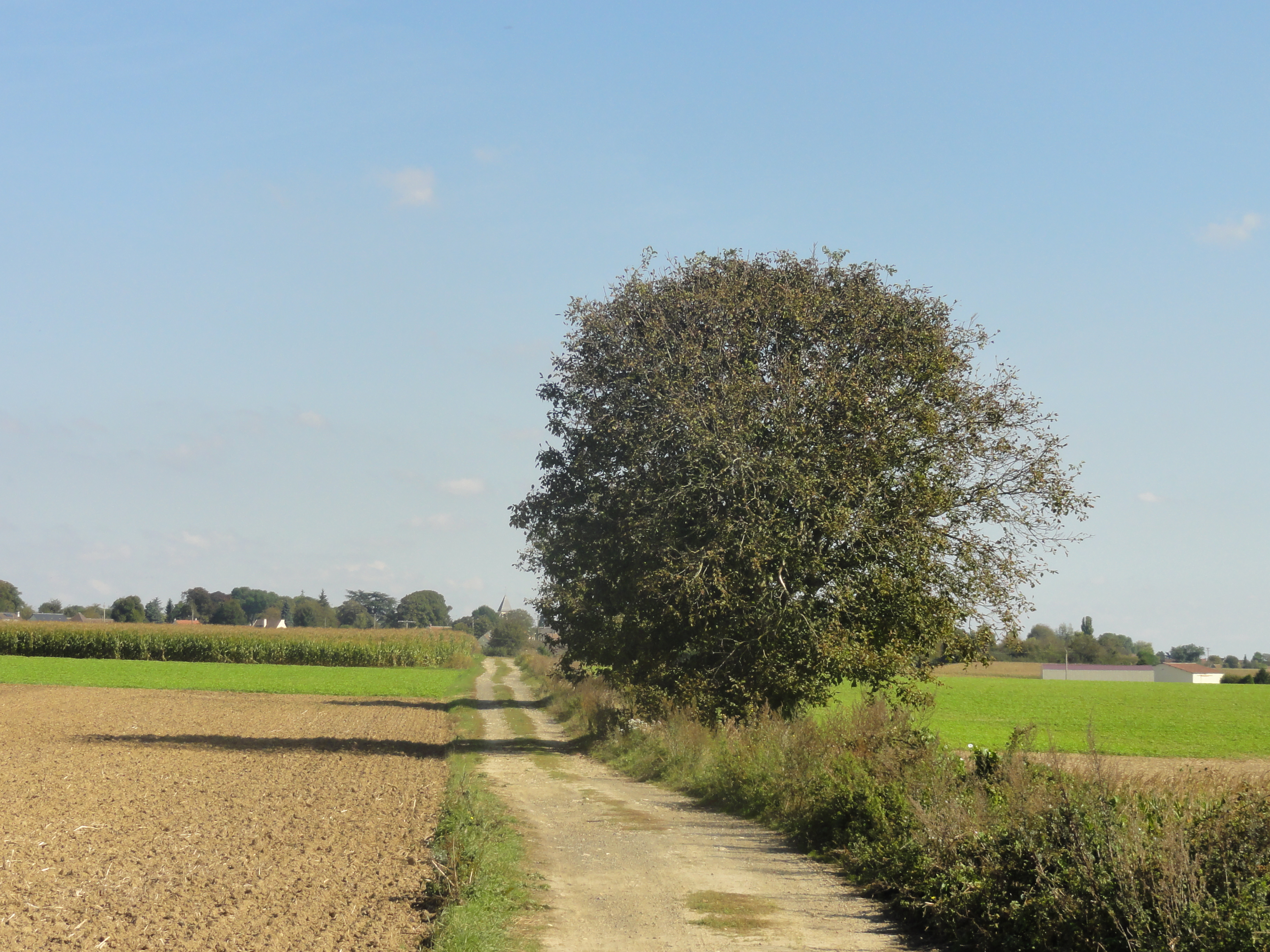
Chemin rural à l'ouest du village.

|                   | Ercuis          | Blaincourt-lès-Précy |
| Neuilly-en-Thelle | Crouy-en-Thelle | Précy-sur-Oise       |
| Morangles         |                 | Boran-sur-Oise       |

### Hydrographie
La commune est située dans le bassin Seine-Normandie. Elle n'est drainée par aucun cours d'eau,.

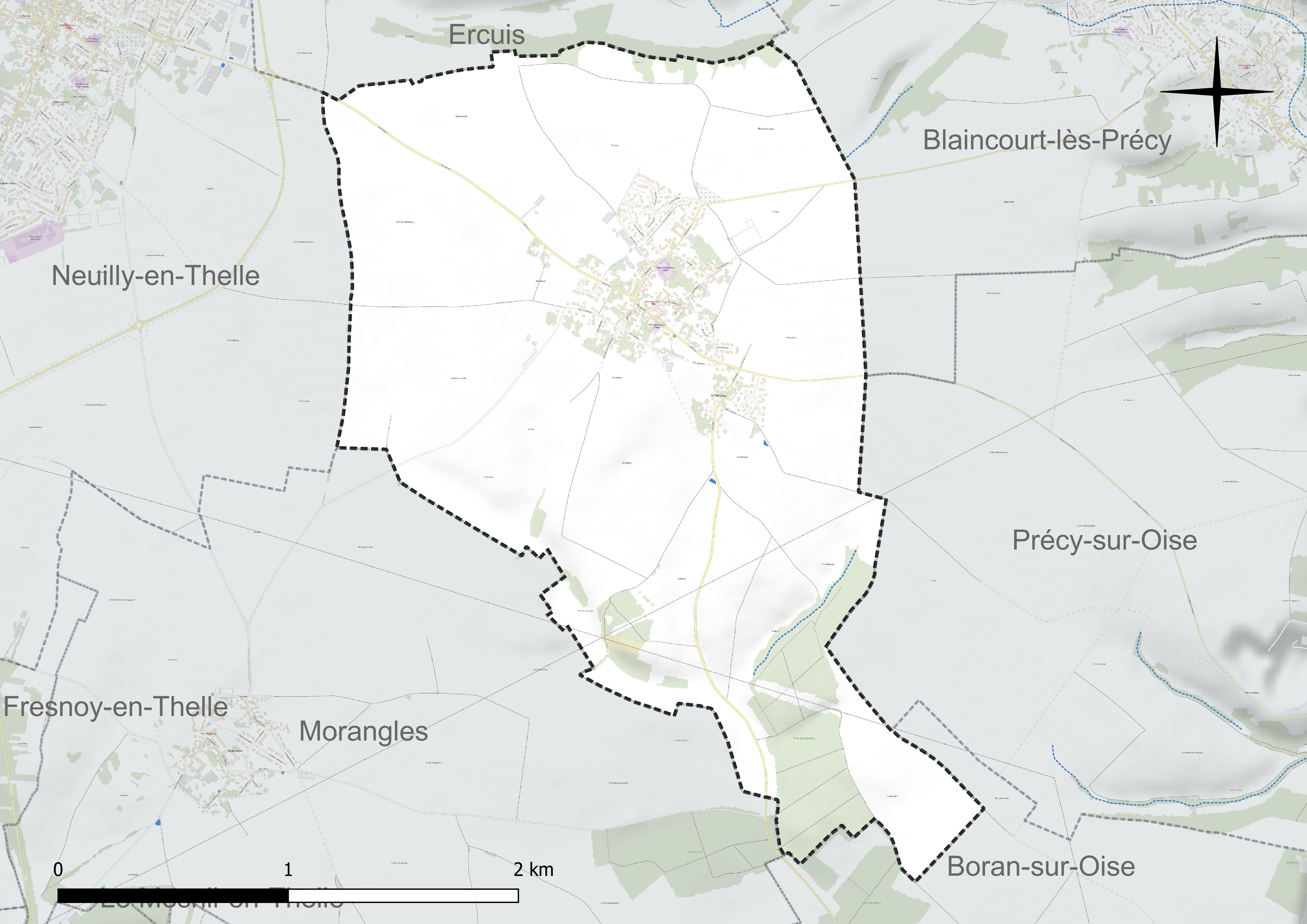
Réseau hydrographique de Crouy-en-Thelle.

### Climat
Pour des articles plus généraux, voir Climat des Hauts-de-France et Climat de l'Oise.
En 2010, le climat de la commune est de type climat océanique dégradé des plaines du Centre et du Nord, selon une étude du CNRS s'appuyant sur une série de données couvrant la période 1971-2000. En 2020, Météo-France publie une typologie des climats de la France métropolitaine dans laquelle la commune est dans une zone de transition entre le climat océanique et le climat océanique altéré et est dans la région climatique Sud-ouest du bassin Parisien, caractérisée par une faible pluviométrie, notamment au printemps (120 à 150 mm) et un hiver froid (3,5 °C).
Pour la période 1971-2000, la température annuelle moyenne est de 10,5 °C, avec une amplitude thermique annuelle de 14,6 °C. Le cumul annuel moyen de précipitations est de 696 mm, avec 11,3 jours de précipitations en janvier et 7,8 jours en juillet. Pour la période 1991-2020, la température moyenne annuelle observée sur la station météorologique la plus proche, située sur la commune de Creil à 13 km à vol d'oiseau, est de 11,2 °C et le cumul annuel moyen de précipitations est de 662,2 mm,. Pour l'avenir, les paramètres climatiques de la commune estimés pour 2050 selon différents scénarios d'émission de gaz à effet de serre sont consultables sur un site dédié publié par Météo-France en novembre 2022.

## Urbanisme

### Typologie
Au 1er janvier 2024, Crouy-en-Thelle est catégorisée bourg rural, selon la nouvelle grille communale de densité à sept niveaux définie par l'Insee en 2022.
Elle est située hors unité urbaine. Par ailleurs la commune fait partie de l'aire d'attraction de Paris, dont elle est une commune de la couronne,.

### Occupation des sols
L'occupation des sols de la commune, telle qu'elle ressort de la base de données européenne d'occupation biophysique des sols Corine Land Cover (CLC), est marquée par l'importance des territoires agricoles (85,2 % en 2018), une proportion sensiblement équivalente à celle de 1990 (85,6 %). La répartition détaillée en 2018 est la suivante : 
terres arables (80,3 %), zones urbanisées (8,1 %), forêts (6,7 %), zones agricoles hétérogènes (4,9 %). L'évolution de l'occupation des sols de la commune et de ses infrastructures peut être observée sur les différentes représentations cartographiques du territoire : la carte de Cassini (XVIIIe siècle), la carte d'état-major (1820-1866) et les cartes ou photos aériennes de l'IGN pour la période actuelle (1950 à aujourd'hui).

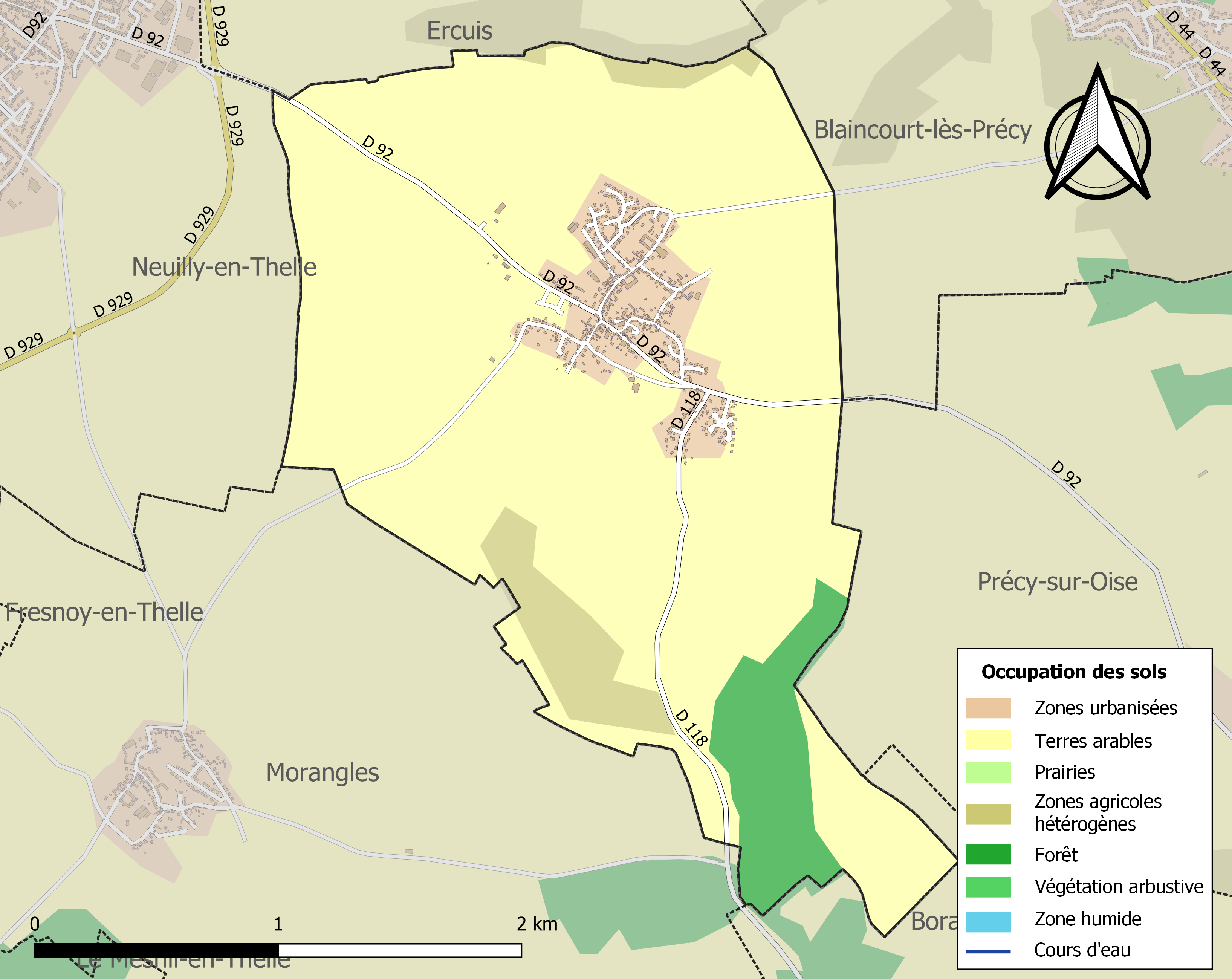
Carte des infrastructures et de l'occupation des sols de la commune en 2018 (CLC).

### Habitat et logement
En 2018, le nombre total de logements dans la commune était de 408, alors qu'il était de 391 en 2013 et de 382 en 2008.
Parmi ces logements, 96 % étaient des résidences principales, 1,7 % des résidences secondaires et 2,2 % des logements vacants. Ces logements étaient pour 94,5 % d'entre eux des maisons individuelles et pour 5,5 % des appartements.
Le tableau ci-dessous présente la typologie des logements à Crouy-en-Thelle en 2018 en comparaison avec celle de l'Oise et de la France entière. Une caractéristique marquante du parc de logements est ainsi une proportion de résidences secondaires et logements occasionnels (1,7 %) inférieure à celle du département (2,5 %) mais supérieure à celle de la France entière (9,7 %). Concernant le statut d'occupation de ces logements, 81 % des habitants de la commune sont propriétaires de leur logement (82,5 % en 2013), contre 61,4 % pour l'Oise et 57,5 pour la France entière.
| Typologie                                               | Crouy-en-Thelle | Oise | France entière |
| ------------------------------------------------------- | --------------- | ---- | -------------- |
| Résidences principales (en %)                           | 96              | 90,4 | 82,1           |
| Résidences secondaires et logements occasionnels (en %) | 1,7             | 2,5  | 9,7            |
| Logements vacants (en %)                                | 2,2             | 7,1  | 8,2            |

### Voies de communication et transports
La commune est traversée par la RD 92 reliant Creil à Chambly et empruntée quotidiennement par 2 500 véhicules. Le projet de déviation de cette route pour contourner le village, envisagé depuis 2011 et dont le coût était évalué à 13 millions d'euros, est gelé en 2015 par la nouvelle majorité du conseil départemental de l'Oise.
La commune est desservie, en 2023, par les lignes 635, 649, 6138, 6142, 6202, 6203, 6234 et 6243 du réseau interurbain de l'Oise.

## Toponymie

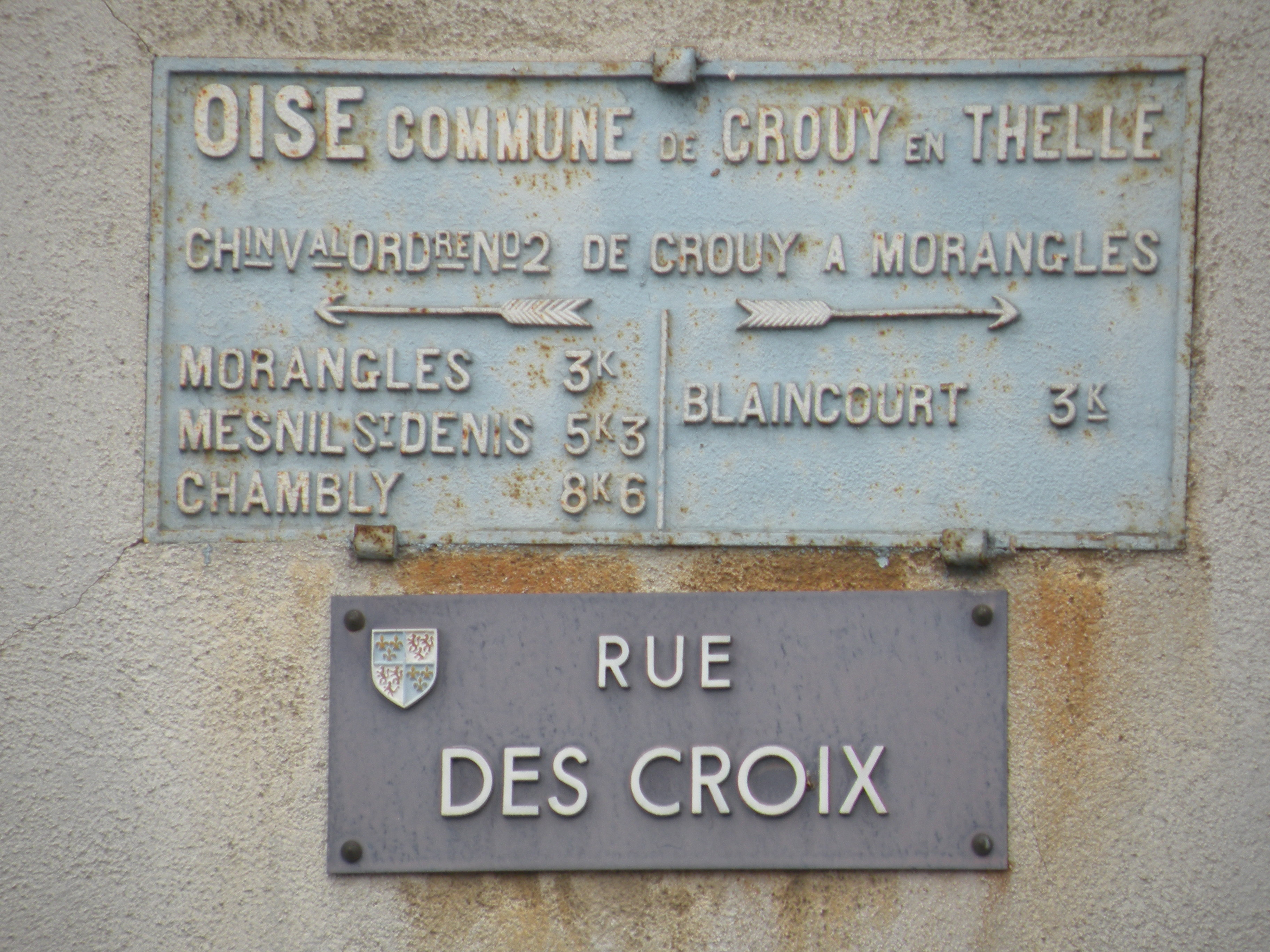
Plaque de cocher, rue des Croix.

Le lieu était dénommé Cotira Villa en 640, puis Croi en 1282 (Croyacum, Cotira, Cromacum, Croviacum , Cotiriacus, Croiacus),.
Le déterminant locatif Thelle s'explique par la situation de Crouy dans le Pays de Thelle, "inventé" par un cartographe du XVIIe siècle, dont l'origine s'explique en fait par la présence de la Forêt de Thelle.

## Histoire

### Moyen Âge
Louis Graves indique « Crouy est le lieu indiqué soule nom de Cotiriacus dans les titres du huitième siècle comme dépendance du pagus Camliacensis. Clovis II, roi de Neustrie, confirma en 640 la donation que Dagobert son père en avait faite à l'abbaye de Saint-Denis qui obtint une nouvelle confirmation de Charles le Chauve par un diplôme daté de Compiègne le douze des calendes de février 844. Autre confirmation obtenue en 1183 de Philippe de Dreux, évêque de Beauvais
Ce village fit partie du comté de Beaumont; il fut incorporé à la
baronnie de Persan, seigneurie subalterne que Philippe le Hardi donna à Pierre de Chambly son chambellan pour la tenir à foi et hommage sous une redevance d'une paire d'éperons dorés chaque année, et que Philippe le Bel reprit en 1286, délaissant par échange la seigneurie de Quatremères en Normandie. Mais Pierre étant devenu seigneur particulier de Persan, lui eu l'un de ses descendants obtint que la terre de Crouy demeurât annexée à la baronnie, ce qui existait encore en 1789 ».

### Époque contemporaine
Au XIXe siècle et au début du XXe siècle, l'activité économique du village consistait notamment la fabrication de boutons en poils de chèvre, et comprenait un moulin à vent, et d'une passementerie En 1826, trois manufactures de boutons de soie qui employaient 330 ouvriers étaient implantées dans le village.

#### Guerre de 1870
Le 24 septembre 1870, durant la guerre franco-prussienne, Crouy-en-Thelle fut le théâtre d'affrontements entre des gardes nationaux venus des villages voisins et de troupes prussiennes réalisant une réquisition d'avoine dans la commune. Les gardes nationaux perdirent 4 hommes et 4 autres furent blessés.

## Politique et administration

### Rattachements administratifs et électoraux
La commune se trouve dans l'arrondissement de Senlis du département de l'Oise. Pour l'élection des députés, elle fait partie de la deuxième circonscription de l'Oise.
Elle faisait partie depuis 1801 du canton de Neuilly-en-Thelle. Dans le cadre du redécoupage cantonal de 2014 en France, la commune fait désormais partie du canton de Chantilly.

### Intercommunalité
La commune faisait partie de la Communauté de communes du pays de Thelle, créée en 1996.
Dans le cadre des dispositions de la loi portant nouvelle organisation territoriale de la République (Loi NOTRe) du 7 août 2015, qui prévoit que les établissements publics de coopération intercommunale (EPCI) à fiscalité propre doivent avoir un minimum de 15 000 habitants, le préfet de l'Oise a publié en octobre 2015 un projet de nouveau schéma départemental de coopération intercommunale, qui prévoit la fusion de plusieurs intercommunalités, et en particulier  de la communauté de communes du Pays de Thelle et de la communauté de communes la Ruraloise, formant ainsi une intercommunalité de 42 communes et de 59 626 habitants,.
La nouvelle intercommunalité, dont est membre la commune et dénommée provisoirement communauté de communes du Pays de Thelle et Ruraloise, est créée par un arrêté préfectoral du 30 novembre 2016 qui a pris effet le 1er janvier 2017.

### Liste des maires
| Période                                  | Période                       | Identité               | Étiquette | Qualité                                                |
| ---------------------------------------- | ----------------------------- | ---------------------- | --------- | ------------------------------------------------------ |
| Les données manquantes sont à compléter. |                               |                        |           |                                                        |
| mars 1989                                | juin 1995                     | Michel Tréguenard      |           |                                                        |
| juin 1995                                | juin 1998                     | Léon Kopelman          |           | Mandat écourté par la dissolution du conseil municipal |
| juillet 1998                             | juillet 2020                  | Nelly Kerzak,          | SE        | retraitée                                              |
| juillet 2020                             | mai 2021                      | Mme Dominique Viltard, |           | Décédée en fonction                                    |
| 2021                                     | En cours (au 2 décembre 2021) | Yannick Van Pée        |           |                                                        |

## Équipements et services publics

### Eau et déchets
Les eaux usées du village sont traitées depuis 2011 par la station d'épuration intercommunale du syndicat intercommunal d'assainissement du Plateau du Thelle, située au Mesnil-en-Thelle. Le syndicat regroupe Neuilly-en-Thelle, Ercuis, Crouy-en-Thelle, Morangles, Fresnoy-en-Thelle et Mesnil-en-Thelle et a délégué la gestion de l'installation à Suez Eau France (anciennement Lyonnaise des eaux).

### Enseignement

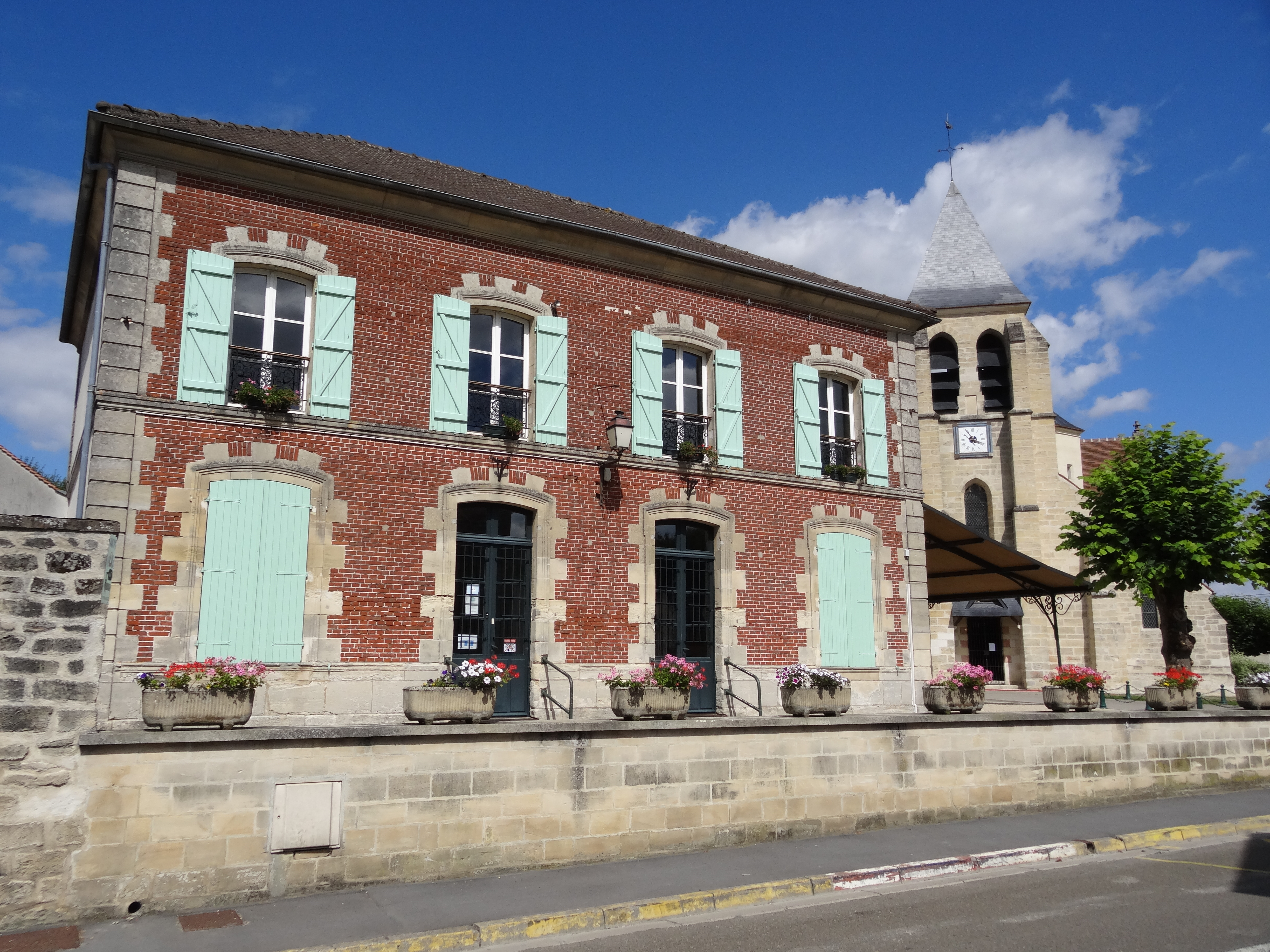
L'ancienne mairie-école.

Le village compte une école, dénommée Nicolas-Le Brun, qui, en 2016, scolarise 126 d'enfants dont 75 déjeunent à la cantine. Un équipement périscolaire de 420 m2 est construit en 2016 en face de l'église et de la mairie annexe et permet de remplacer une cantine devenue inadaptée et facilite l'organisation des TAP (temps d'activités périscolaires).

### Culture
Une bibliothèque existe au village, ouverte le mardi après-midi.

### Santé
La commune accueille la résidence Les Cèdres pour personnes âgées dépendantes, qui s'est doté en 2016 d'un jardin thérapeutique de 600 m2 pour l'unité protégée « Alzheimer ».

## Population et société

### Démographie

#### Évolution démographique
L'évolution du nombre d'habitants est connue à travers les recensements de la population effectués dans la commune depuis 1793. Pour les communes de moins de 10 000 habitants, une enquête de recensement portant sur toute la population est réalisée tous les cinq ans, les populations de référence des années intermédiaires étant quant à elles estimées par interpolation ou extrapolation. Pour la commune, le premier recensement exhaustif entrant dans le cadre du nouveau dispositif a été réalisé en 2007.

En 2022, la commune comptait 1 100 habitants, en évolution de −0,36 % par rapport à 2016 (Oise : +0,87 %, France hors Mayotte : +2,11 %).
| 1793 | 1800 | 1806 | 1821 | 1831 | 1836 | 1841 | 1846 | 1851 |
| ---- | ---- | ---- | ---- | ---- | ---- | ---- | ---- | ---- |
| 374  | 379  | 393  | 390  | 415  | 416  | 402  | 425  | 443  |

| 1856 | 1861 | 1866 | 1872 | 1876 | 1881 | 1886 | 1891 | 1896 |
| ---- | ---- | ---- | ---- | ---- | ---- | ---- | ---- | ---- |
| 445  | 460  | 412  | 422  | 418  | 427  | 404  | 422  | 367  |

| 1901 | 1906 | 1911 | 1921 | 1926 | 1931 | 1936 | 1946 | 1954 |
| ---- | ---- | ---- | ---- | ---- | ---- | ---- | ---- | ---- |
| 330  | 279  | 311  | 315  | 326  | 335  | 310  | 302  | 319  |

| 1962 | 1968 | 1975 | 1982 | 1990 | 1999 | 2006 | 2007 | 2012  |
| ---- | ---- | ---- | ---- | ---- | ---- | ---- | ---- | ----- |
| 361  | 380  | 353  | 721  | 869  | 988  | 996  | 998  | 1 110 |

| 2017  | 2022  | - | - | - | - | - | - | - |
| ----- | ----- | - | - | - | - | - | - | - |
| 1 098 | 1 100 | - | - | - | - | - | - | - |

#### Pyramide des âges
La population de la commune est relativement jeune.
En 2018, le taux de personnes d'un âge inférieur à 30 ans s'élève à 34,0 %, soit en dessous de la moyenne départementale (37,3 %). À l'inverse, le taux de personnes d'âge supérieur à 60 ans est de 25,8 % la même année, alors qu'il est de 22,8 % au niveau départemental.
En 2018, la commune comptait 544 hommes pour 562 femmes, soit un taux de 50,81 % de femmes, légèrement inférieur au taux départemental (51,11 %).
Les pyramides des âges de la commune et du département s'établissent comme suit.
| Hommes | Classe d’âge | Femmes |
| ------ | ------------ | ------ |
| 1,1    | 90 ou +      | 5,9    |
| 4,9    | 75-89 ans    | 10,6   |
| 14,9   | 60-74 ans    | 14,2   |
| 20,4   | 45-59 ans    | 20,7   |
| 20,7   | 30-44 ans    | 18,5   |
| 14,4   | 15-29 ans    | 14,8   |
| 23,6   | 0-14 ans     | 15,3   |

| Hommes | Classe d’âge | Femmes |
| ------ | ------------ | ------ |
| 0,5    | 90 ou +      | 1,4    |
| 5,5    | 75-89 ans    | 7,6    |
| 15,6   | 60-74 ans    | 16,3   |
| 20,8   | 45-59 ans    | 20     |
| 19,4   | 30-44 ans    | 19,4   |
| 17,6   | 15-29 ans    | 16,2   |
| 20,6   | 0-14 ans     | 19,1   |

### Manifestations culturelles et festivités
- Brocante du village le 8 mai[36].
- Bourse motos pièces, organisée par les Free Bikers Group, dont la 9e édition a eu lieu le 10 avril 2016[37].

## Économie
Le village compte en 2016 quelques commerces et services de proximité, tels que boulangerie, bar-tabac et une coiffeuse à domicile. Des artisans y sont également implantés (plombier, maçon, peintre en bâtiment, serrurier, une agence évènementielle pour professionnels et particuliers).
Une entreprise de tôlerie et chaudronnerie est également implantée dans le village.

## Culture locale et patrimoine

### Lieux et monuments

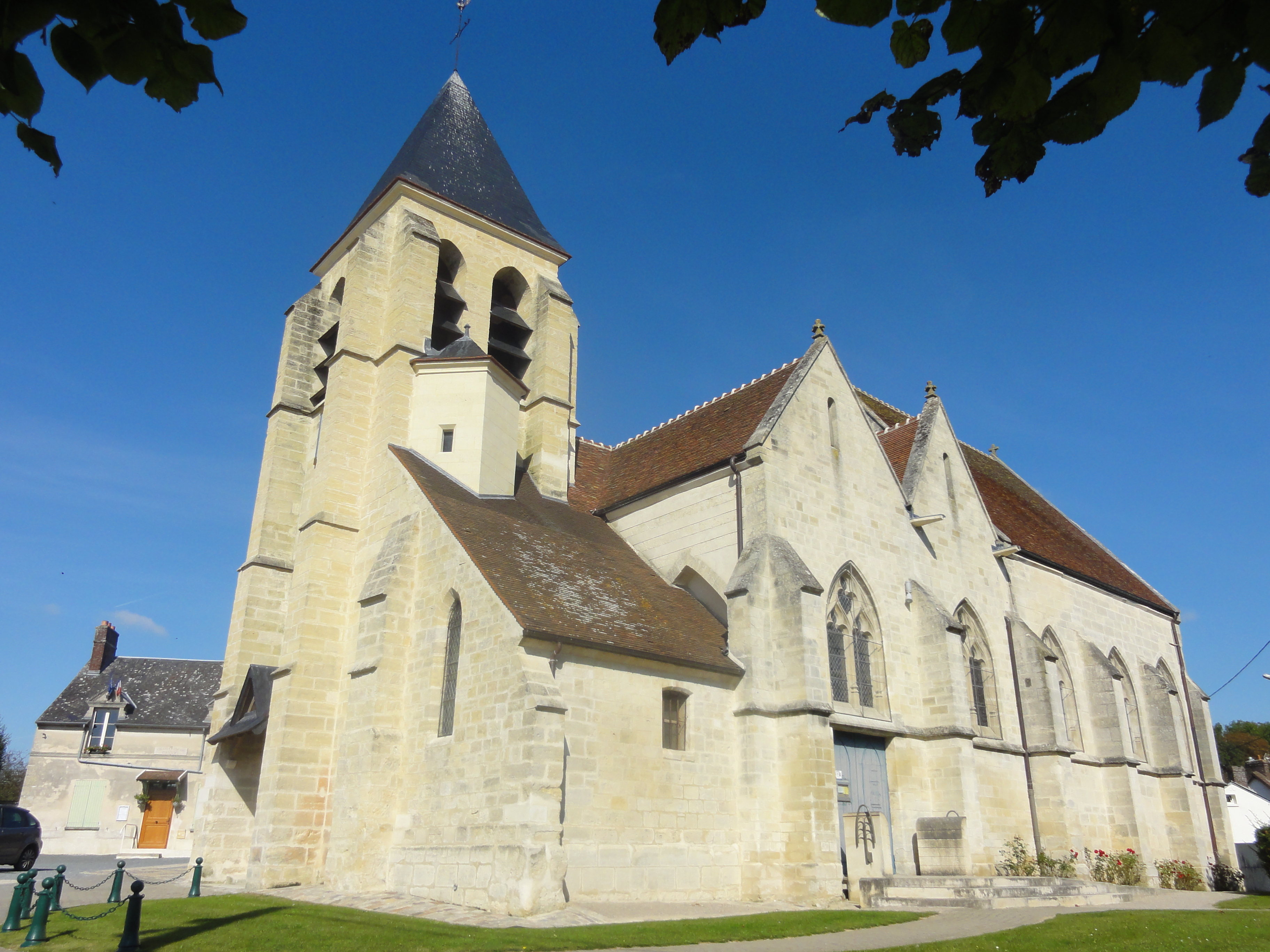
L'église Saint-Jean-Baptiste.

Crouy-en-Thelle ne compte aucun monument historique sur son territoire. On peut néanmoins noter :
- Église Saint-Jean-Baptiste, rue de Précy (RD 92) / rue du Puits-Saint-Jean :

Elle se présente comme un édifice essentiellement gothique flamboyant, dont le plan rectangulaire à trois vaisseaux, avec un clocher-porche précédant la nef, masque une réalité beaucoup plus complexe.
Le chœur est en effet d'origine roman, et conserve deux voûtes d'ogives des années 1130 / 1140 qui comptent parmi les plus anciennes du département. Dans le vaisseau nord, les trois dernières voûtes sont de style gothique rayonnant. Si ces éléments, ainsi que les réseaux flamboyants de la plupart des fenêtres, sont d'un intérêt incontestable, la reprise en sous-œuvre de la plupart des grandes arcades sans égards pour l'esthétique de l'espace intérieur, et l'installation de voûtes d'ogives factices et de clés de voûte néo-gothiques au XIIe siècle, n'ont pas valu à l'église Saint-Jean-Baptiste un classement aux monuments historiques à ce jour.
Néanmoins, les élévations extérieures sont aujourd'hui restaurées et bien mises en valeur,,
.

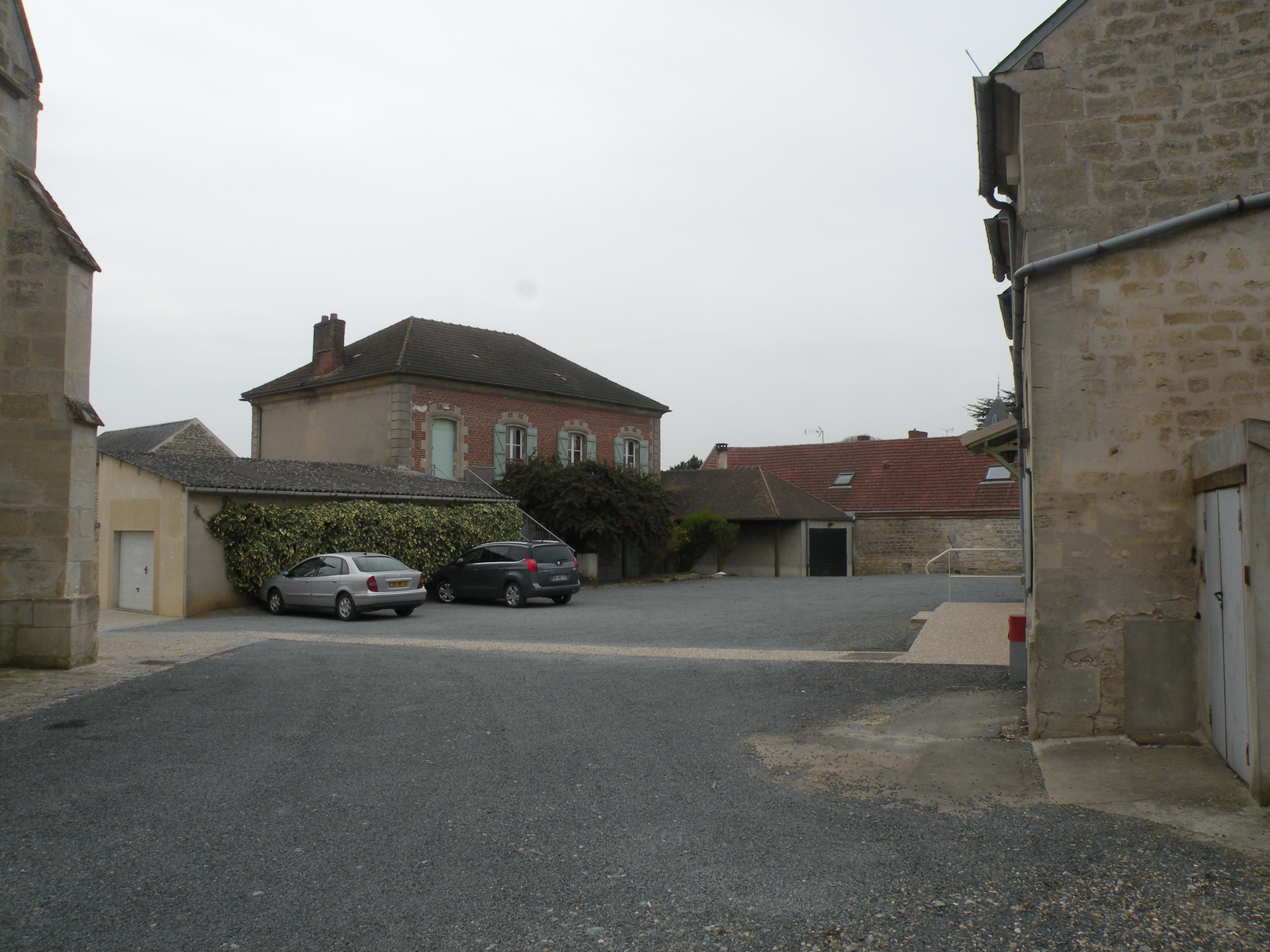
Place de la mairie.
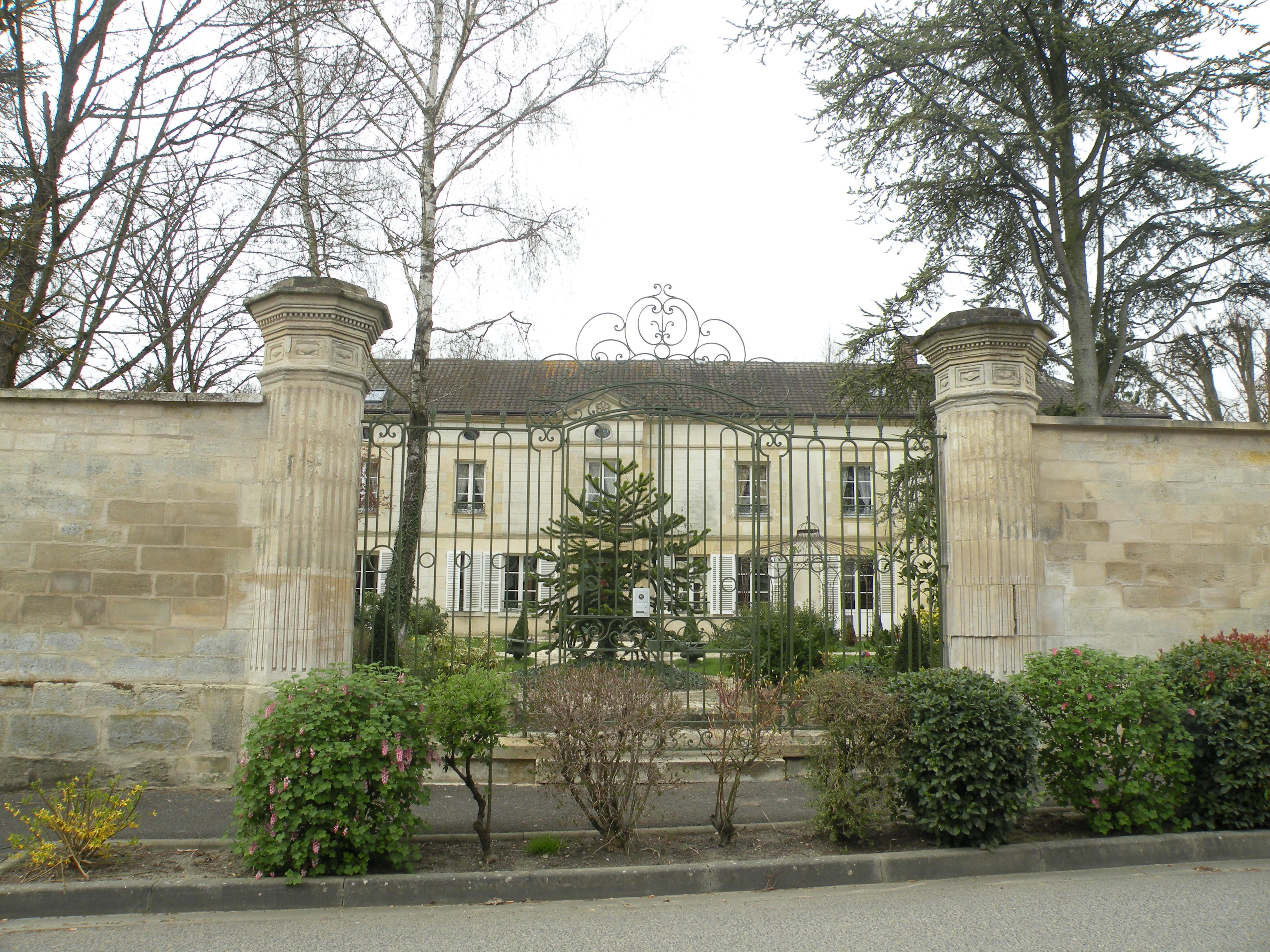
Château.
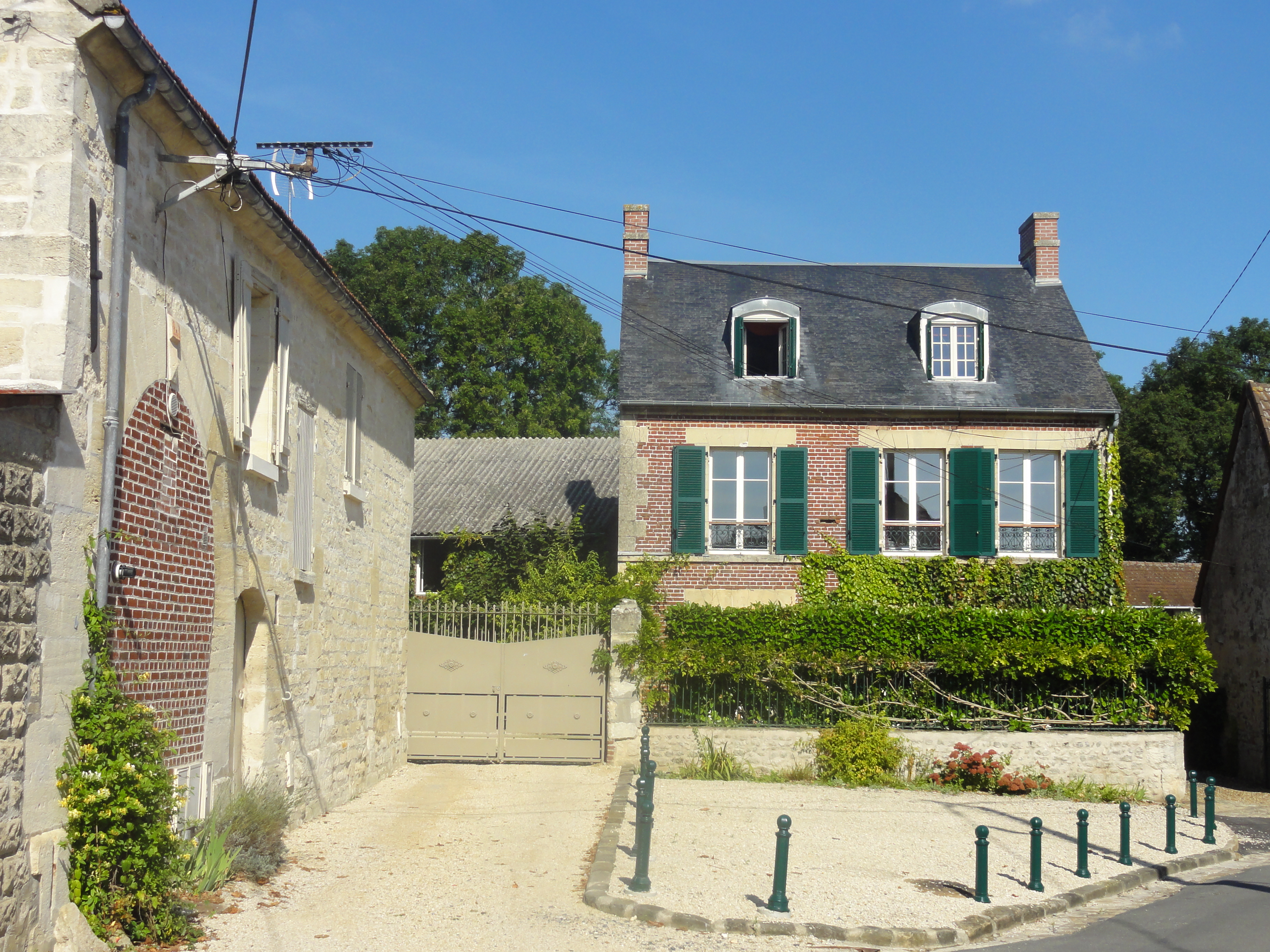
Maison Grande-rue.
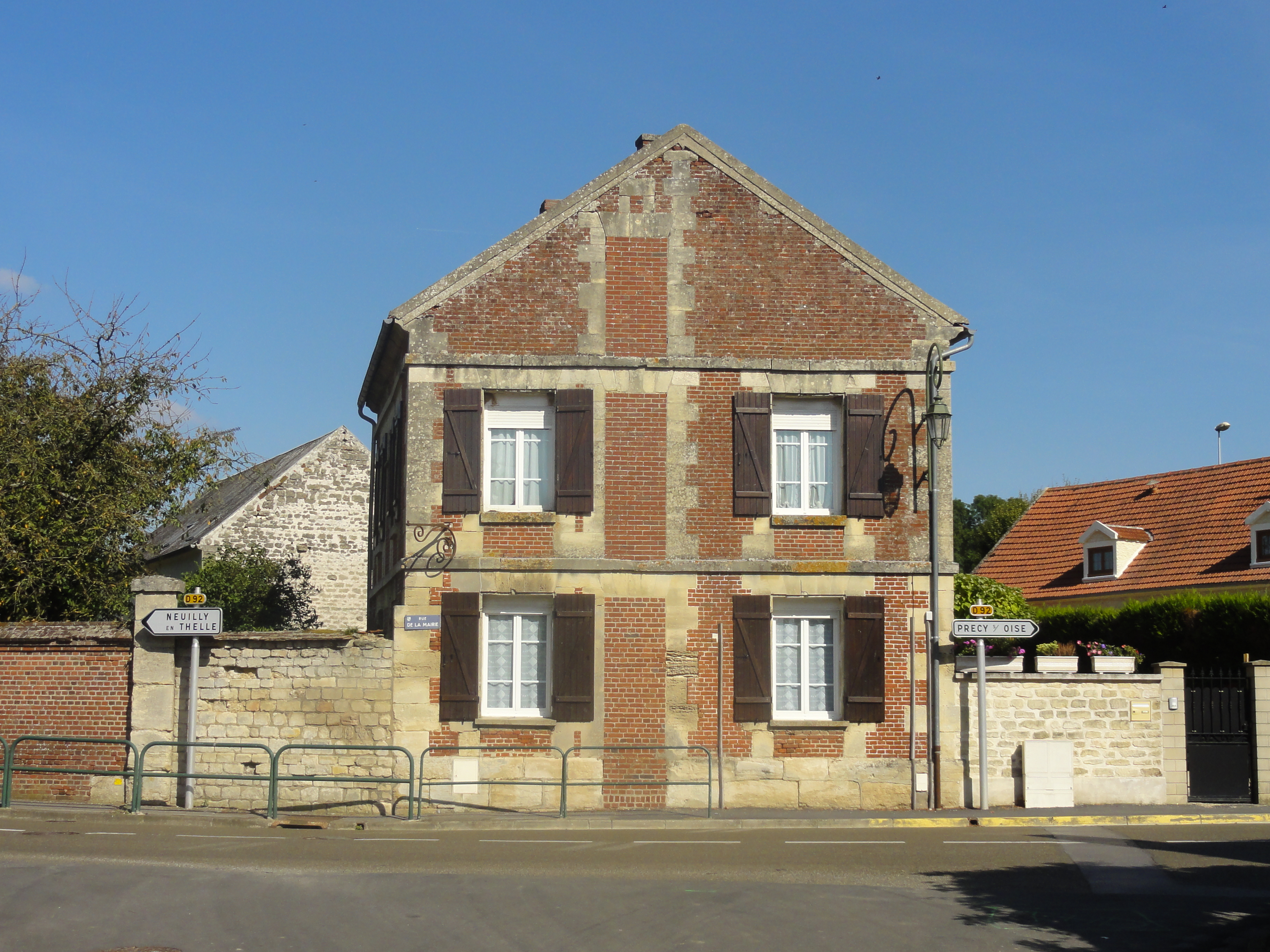
Maison ancienne, sur la RD 92
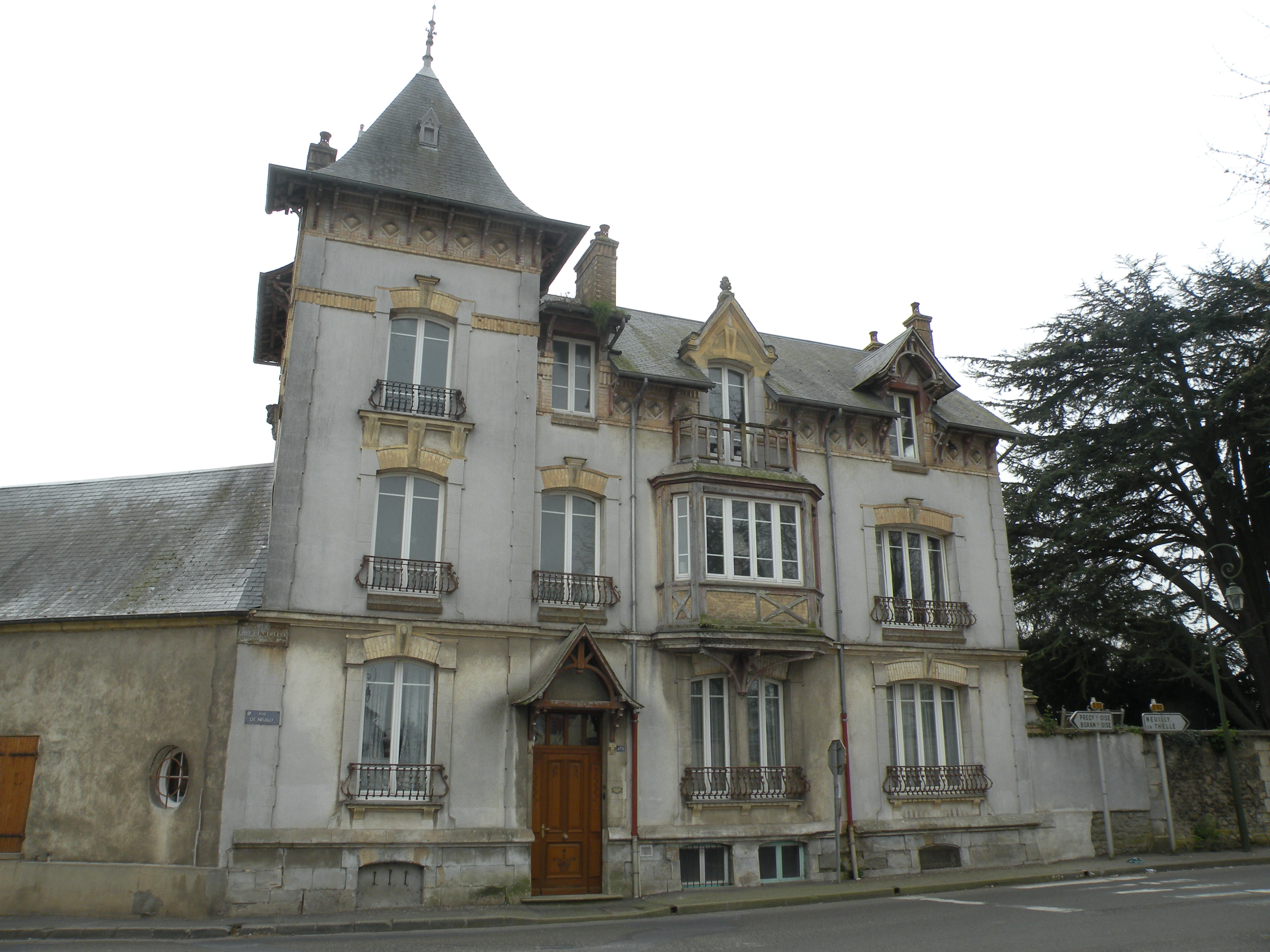
Maison de maître
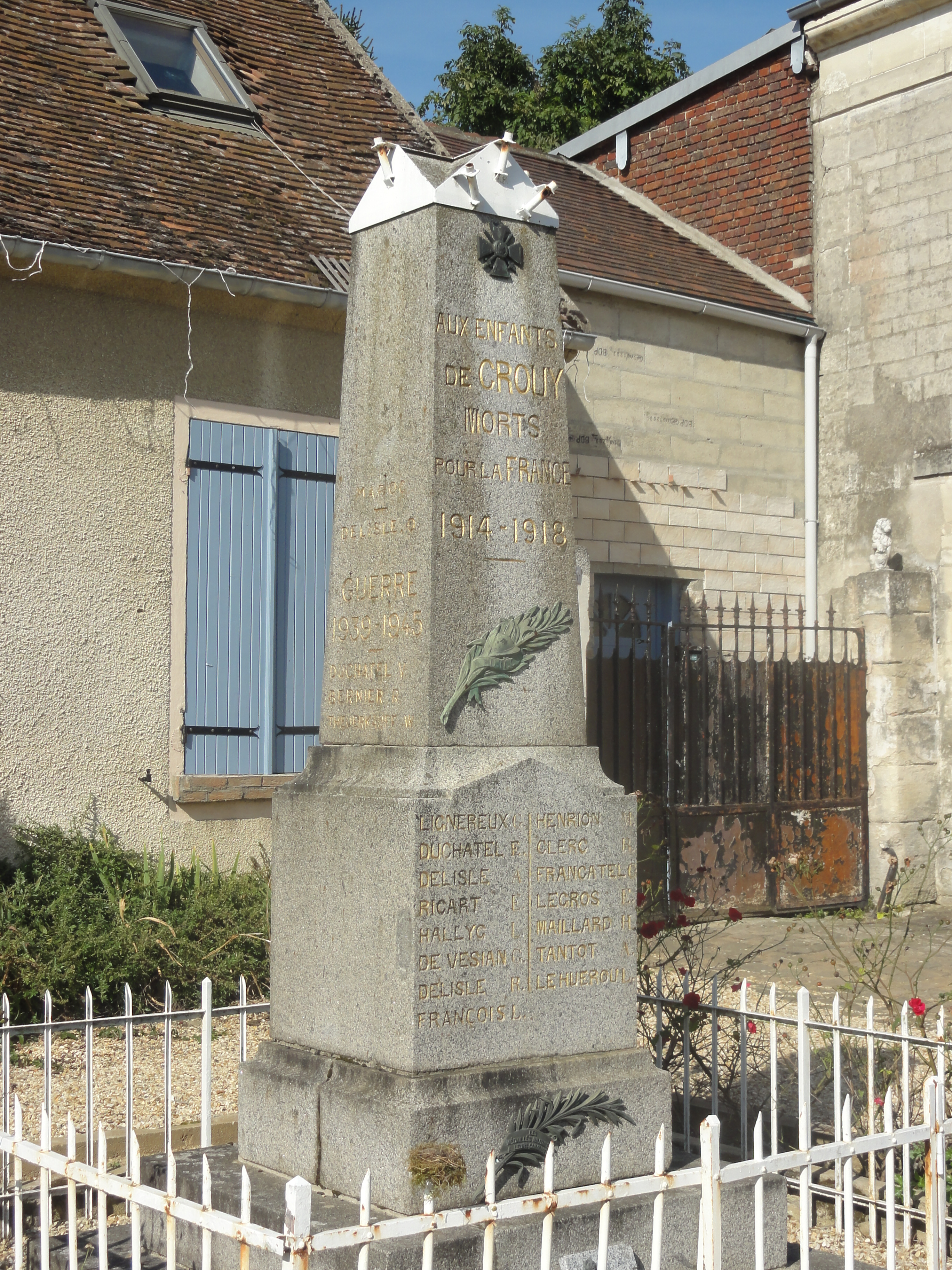
Le monument aux morts
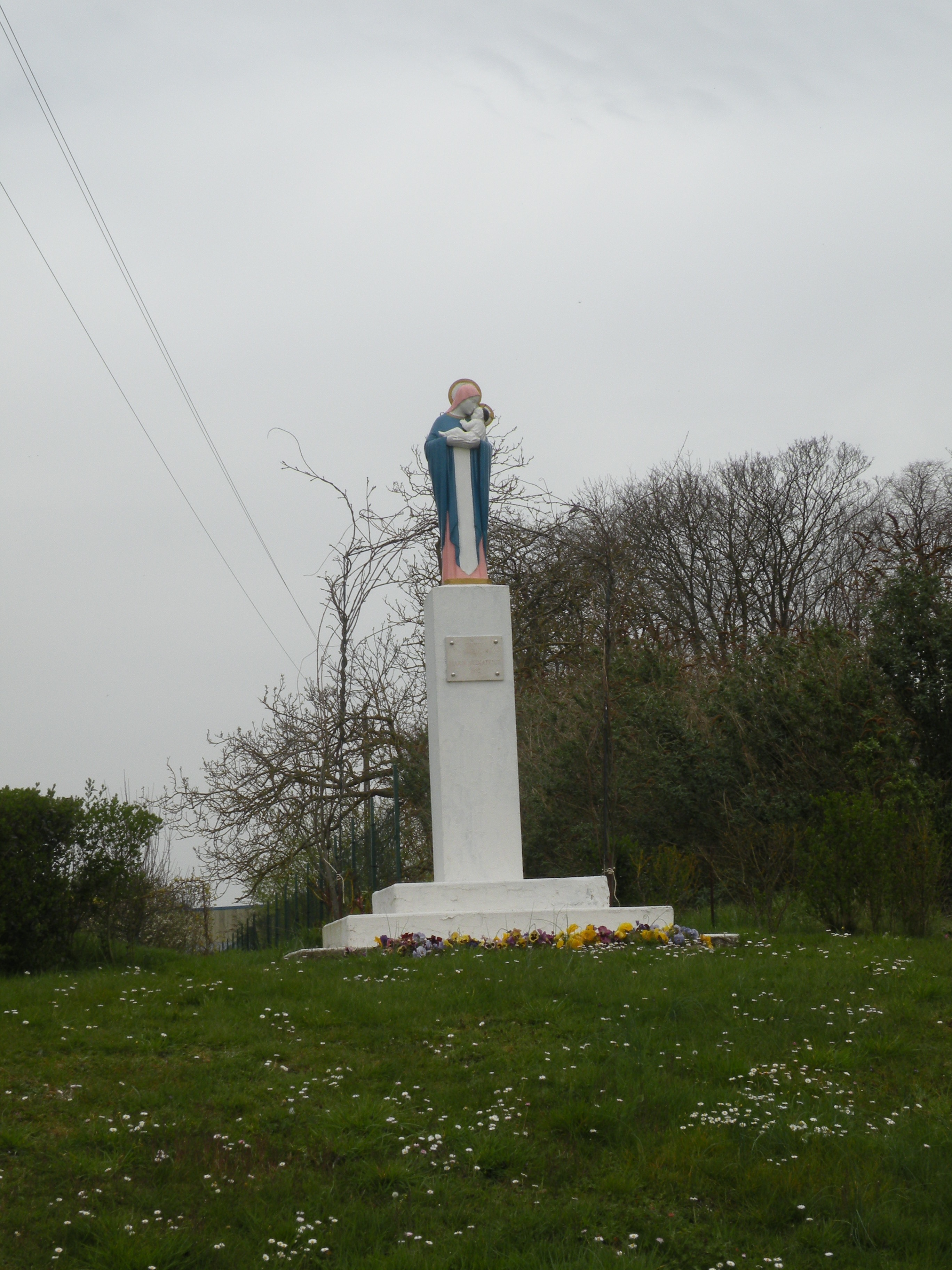
Calvaire

### Personnalités liées à la commune
- Nicolas Le Brun, sculpteur du XVIIe siècle, né à Crouy-en-Thelle, père de Charles Le Brun, premier peintre de Louis XIV[28],[41].
- Zoum Walter (1902-1974), artiste peintre née à Ixelles (Belgique). Elle s'installa définitivement à Crouy-en-Thelle en 1946. Le Musée départemental de l'Oise de Beauvais l'accueillit dans ses collections et lui consacra une exposition rétrospective en 1995[42].

### Héraldique
| Blason de Crouy-en-Thelle | Blason  | Tiercé en pairle renversé : au 1er de gueules à un moulin à vent au naturel, au 2e d'azur à saint Jean-Baptiste d'or portant un agnelet d'argent, au 3e de sinople à un bouquet de sept épis de blés posés en éventail, empoignés et liés de gueules.                                                     |
| Blason de Crouy-en-Thelle | Détails | Le moulin rappelle l'ancien moulin à vent de la commune avec le rouge symbolisant la terre argileuse et les souffrances endurées durant la Première Guerre mondiale, saint Jean-Baptiste est le patron de la paroisse locale, enfin, la couleur verte et les blés évoquent l'agriculture. Adopté en 2021. |